# Р-9А
Р-9А (Индекс ГРАУ — 8К75, по классификации МО США и НАТО — SS-8 Sasin) — советская двухступенчатая жидкостная (на низкокипящем окислителе) межконтинентальная баллистическая ракета наземного и шахтного базирования с моноблочной головной частью, разработанная в ОКБ-1 С. П. Королёва. Система управления разработана харьковским НПО «Электроприбор». Р-9А относится к ракетам первого поколения. Находилась на вооружении частей РВСН ВС СССР, дислоцировавшихся в Омске, Тюмени, Козельске и на космодромах Плесецк и Байконур с 1964 по 1976 год.

## История
Р-9А по сравнению с Р-7 имела меньшую массу и размеры, но гораздо лучшие эксплуатационные свойства. На ней впервые в отечественной практике ракетостроения был применён переохлаждённый жидкий кислород, что позволило уменьшить время заправки до 20 минут и сделало её, по основным ТТХ, конкурентоспособной с ракетами на долгохранимых компонентах топлива, таких как Р-16, главным конструктором которой был М. К. Янгель. Преимуществом Р-9А была почти вдвое меньшая стартовая масса, так как жидкий кислород позволял получить более высокие характеристики, чем азотнокислые окислители.
12 июля 1965 года было принято постановление ЦК КПСС и Совета Министров СССР № 553—211 «О принятии на вооружение Советской Армии ракеты Р-9А» (по другим данным, это произошло 21 июля), было развёрнуто около 30 ракет такого типа. Несмотря на это, стало ясно, что для использования в МБР жидкий кислород не годится. Тем не менее вторая ступень Р-9А была, с небольшими переделками, использована в качестве третьей ступени космических носителей на базе Р-7 (Молния, Восход, Союз). Использование переохлаждённого жидкого кислорода, имеющего более высокую плотность, также стало повсеместным в космической технике.
Позднее была совершена попытка на базе Р-9А создать «глобальную ракету» ГР-1 (8К713), выводящую боезаряд не на баллистическую траекторию, а на низкую околоземную орбиту, с которой боезаряд сводился бы тормозным импульсом, и получить таким образом неограниченную дальность и возможность захода боеголовок на цель с любого направления. Было изготовлено два макета ГР-1, но до лётных испытаний дело не дошло. Немного позднее эта идея была реализована в системе частично-орбитального бомбометания с ракетой Р-36орб, созданной в ОКБ-586 на базе МБР Р-36.

### Испытания
Строительство наземной стартовой позиции начато в 1960 году на площадке 51 (45°55′26″ с. ш. 63°20′27″ в. д. — пусковая установка № 5 в 400 метрах от стартовой позиции СП-1 ракеты Р-7); в качестве технической позиции должен был использоваться МИК-2, расположенный там же. Однопунктный РУП системы управления дальностью и боковым движением центра масс с антенной под сферическим обтекателем построен на площадке 52 в километре от стартовой позиции.
Для ведения испытаний Р-9 на строящейся на площадке 75 НИИП-5 наземной стартовой позиции «Десна-Н» в апреле 1961 года на полигон была переведена в/ч 54112.
| Перечень пусков, по которым имеются данные | Перечень пусков, по которым имеются данные | Перечень пусков, по которым имеются данные | Перечень пусков, по которым имеются данные | Перечень пусков, по которым имеются данные | Перечень пусков, по которым имеются данные | Перечень пусков, по которым имеются данные | Перечень пусков, по которым имеются данные |
| № пуска                                    | Дата и время                               | Ракета                                     | Место пуска                                | Цель                                       | Подразделение                              | Результат                                  | Примечание |
| ЛКИ Р-9                                    | ЛКИ Р-9                                    | ЛКИ Р-9                                    | ЛКИ Р-9                                    | ЛКИ Р-9                                    | ЛКИ Р-9                                    | ЛКИ Р-9                                    | ЛКИ Р-9 |
| ------------------------------------------ | ------------------------------------------ | ------------------------------------------ | ------------------------------------------ | ------------------------------------------ | ------------------------------------------ | ------------------------------------------ | --- |
| 1                                          | 9 апреля 1961 12:16                        | 8К75 №Е10308                               | ПУ № 5 Пл. № 51 Байконур                   | Кура                                       | в/ч 25741                                  | аварийный                                  | На 153 секунде полёта резкий спад режима работы ЖРД блока «Б», на 258,53 секунде ДУ была выключена по сигналу реле давления ОКТ, на 263,64 секунде — отделение ГЧ. Вторая ступень и ГЧ упали в 3745 километрах от стартовой позиции. |
| 2                                          | 21 апреля 1961 5:26:14,6                   | 8К75 №Е10309                               | ПУ № 5 Пл. № 51 Байконур                   | Кура                                       | в/ч 25741                                  | успешный                                   | Промах составил: 300 м недолёт, 640 м вправо. |
| 3                                          | 25 апреля 1961 5:26                        | 8К75 №Е15001-02Т                           | ПУ № 5 Пл. № 51 Байконур                   | Кура                                       | в/ч 25741                                  | аварийный                                  | Прогар огневой стенки 2-й камеры сгорания, на 1,65 секунде — потеря устойчивости, на 3,85 секунде произошёл резкий спад режима работы ДУ. МБР упала рядом со стартовой позицией, повредив подземные сооружения старта и находящиеся в них оборудование и коммуникации |
| 4                                          | 29 мая 1961 4:44:23                        | 8К75 №Е10310                               | ПУ № 5 Пл. № 51 Байконур                   | Кура                                       | в/ч 25741                                  | аварийный                                  | Из-за ненормальной работы ЖРД второй ступени в конце АУТ недолёт составил 35,17 км, отклонение влево — 13,15 км. |
| 5                                          | 2 июня 1961 8:12:14,5                      | 8К75 №Е15001-01Т                           | ПУ № 5 Пл. № 51 Байконур                   | Кура                                       | в/ч 25741                                  | аварийный                                  | На 29,8 секунде полёта — отказ ДУ 1-й ступени. Ракета упала в 6,3 км от старта. |
| 6                                          | 25 июля 1961                               | 8К75 №Е10312                               | ПУ № 5 Пл. № 51 Байконур                   | Кура                                       | в/ч 25741                                  | успешный                                   | |
| 7                                          | 30 июля 1961                               | 8К75 №Е15001-25                            | ПУ № 5 Пл. № 51 Байконур                   | Кура                                       | в/ч 25741                                  | успешный                                   | |
| 8                                          | 3 августа 1961                             | 8К75 №Е10313                               | ПУ № 5 Пл. № 51 Байконур                   | Кура                                       | в/ч 25741                                  | аварийный                                  | На 0,3 секунде полёта произошёл взрыв, предположительно из-за высокочастотных пульсаций в камере сгорания при запуске ДУ 1-й ступени. Стартовая позиция была выведена из строя. |
| 9                                          | 10 сентября 1961                           | 8К75 №Е10311                               | ПУ № 5 Пл. № 51 Байконур                   | Кура                                       | в/ч 25741                                  | аварийный                                  | На 26,3 секунде произошёл отказ системы питания ДУ 1-й ступени. Ракета упала в 4 км от старта. |
| 10                                         | 19 сентября 1961                           | 8К75 №Е10314                               | ПУ № 5 Пл. № 51 Байконур                   | Кура                                       | в/ч 25741                                  | аварийный                                  | Преждевременное выключение ДУ 2-й ступени из-за выкручивания регулировочного болта ПРМ. Недолёт ГЧ — 930 км. |
| 11                                         | 26 сентября 1961                           | 8К75 №Е10315                               | ПУ № 5 Пл. № 51 Байконур                   | Кура                                       | в/ч 25741                                  | успешный                                   | Промах составил: недолёт — 1,04 км, вправо — 0,84 км. |
| 12                                         | 6 октября 1961                             | 8К75 №Е15001-21                            | ПУ № 5 Пл. № 51 Байконур                   | Акватория                                  | в/ч 25741                                  | успешный                                   | Пуск на максимальную дальность |
| 13                                         | 8 октября 1961                             | 8К75 №Е15001-22                            | ПУ № 5 Пл. № 51 Байконур                   | Акватория                                  | в/ч 25741                                  | аварийный                                  | Пуск на макс. дальность. Разрушение ДУ 1-й ступени. |
| 14                                         | 12 октября 1961                            | 8К75 №Е15001-23                            | ПУ № 5 Пл. № 51 Байконур                   | Акватория                                  | в/ч 25741                                  | успешный                                   | Пуск на максимальную дальность |
| 15                                         | 26 октября 1961                            | 8К75 №Е15001-24                            | ПУ № 5 Пл. № 51 Байконур                   | Акватория                                  | в/ч 25741                                  | аварийный                                  | Пуск на макс. дальность. Разрушение ДУ 1-й ступени. |
| 16                                         | 21 марта 1962 00:14,5                      | 8К75 №Е10317                               | ПУ № 5 Пл. № 51 Байконур                   | Кура                                       | в/ч 25741                                  | аварийный                                  | Преждевременное израсходование запаса горючего и выключение ДУ 2-й ступени на 230,5 секунде, из-за повышенного расхода горючего. Изделие упало северо-восточнее Татарска Новосибирской области. |
| 17                                         | 22 марта 1962 23:26:12                     | 8К75 №Е10316                               | ПУ № 5 Пл. № 51 Байконур                   | Кура                                       | в/ч 25741                                  | успешный                                   | Промах составил: недолёт — 800 м, влево — 50 м |
| 18                                         | 18 апреля 1962 22:29                       | 8К75 №Е15001-20                            | ПУ № 5 Пл. № 51 Байконур                   | Кура                                       | в/ч 25741                                  | успешный                                   | Промах составил: перелёт — 140 м м, влево — 350 м |
| 19                                         | 20 апреля 1962 23:32                       | 8К75 №Е15001-19                            | ПУ № 5 Пл. № 51 Байконур                   | Кура                                       | в/ч 25741                                  | аварийный                                  | На 23,6 секунде полёта отказ ЖРД 8Д716 из-за разрушения топливной магистрали. Ракета упала в 10 км от старта. |
| 20                                         | 23 апреля 1962 22:30                       | ?8К75 №Е15001-19?                          | ПУ № 5 Пл. № 51 Байконур                   | Кура                                       | в/ч 25741                                  | успешный                                   | Промах составил: перелёт — 610 м, вправо — 820 м |
| 21                                         | 9 июня 1962 5:59:39                        | 8К75 №Т10329                               | ПУ № 5 Пл. № 51 Байконур                   | Кура                                       | в/ч 25741                                  | успешный                                   | Изготовитель — завод № 88. Промах составил: перелёт — 140 м, вправо — 920 м |
| 22                                         | 14 июня 1962 7:30                          | 8К75 №Т10328                               | ПУ № 5 Пл. № 51 Байконур                   | Кура                                       | в/ч 25741                                  | успешный                                   | Изготовитель — завод № 88. Промах составил: недолёт — 100 м, влево — 490 м |
| 23                                         | 19 июня 1962 11:40:35                      | 8К75 №Е15001-27                            | ПУ № 13 Пл. № 75 (СП «Десна-Н») Байконур   | Кура                                       | ОИИЧ-51 (в/ч 44083)                        | успешный                                   | Изготовитель — завод «Прогресс». Промах составил: перелёт — 3,42 км, вправо — 0,9 км |
| 24                                         | 21 июня 1962 6:27                          | 8К75 №Е15001-26                            | ПУ № 13 Пл. № 75 (СП «Десна-Н») Байконур   | Кура                                       | ОИИЧ-51 (в/ч 44083)                        | успешный                                   | Изготовитель — завод «Прогресс». Промах составил: недолёт — 2,7 км, вправо — 3,5 км |
| 25                                         | 21 июля 1962 20:01                         | 8К75 №Т10330                               | ПУ № 13 Пл. № 75 (СП «Десна-Н») Байконур   | Кура                                       | ОИИЧ-51 (в/ч 44083)                        | успешный                                   | Промах составил: недолёт — 3,19 км, вправо — 0,08 км |
| 26                                         | 24 июля 1962 20:05                         | 8К75 №Т10331                               | ПУ № 13 Пл. № 75 (СП «Десна-Н») Байконур   | Кура                                       | ОИИЧ-51 (в/ч 44083)                        | успешный                                   | Промах составил: недолёт — 1,57 км, вправо — 0,08 км. Отработка технологического графика подготовки и пуска из готовности № 3 (1,5-часовая) |
| 27                                         | 29 июля 1962 7:16                          | 8К75 №Т10332                               | ПУ № 13 Пл. № 75 (СП «Десна-Н») Байконур   | Кура                                       | ОИИЧ-51 (в/ч 44083)                        | аварийный                                  | Падение блоков «А» и «Б» в 575 и 625 км от старта, соответственно, из-за отключения батареи электропитания на 97,5 секунде. |
| 28                                         | 22 октября 1962 6:36:13                    | 8К75 №Т15001-01                            | ПУ № 13 Пл. № 75 (СП «Десна-Н») Байконур   | Кура                                       | ОИИЧ-51 (в/ч 44083)                        | аварийный                                  | На 2,3 секунде полёта разрушение 1-й камеры ЖРД 8Д716, ракета упала в 20 км от старта. Изготовитель — завод «Прогресс». Задачи: исследование надёжности СУ, надёжности радиоуправления и оценка точности измерения параметров движения. |
| 29                                         | 28 октября 1962 7:37:17                    | 8К75 №Т15001-05                            | ПУ № 5 Пл. № 51 Байконур                   | Кура                                       | ?                                          | аварийный                                  | Пуск в рамках операции «К» («К4») для определения воздействия высотного ядерного взрыва на радиосвязь и аппаратуру. Разрушение 2-й камеры ЖРД 8Д716, ракета поднялась на 20 м, упала рядом со стартом, выведя его из строя. |
| 30                                         | 11 февраля 1963 17:54:27                   | 8К75 №Е15001-33                            | ПУ № 12 Пл. № 75 (СП «Десна-Н») Байконур   | Кура                                       | ОИИЧ-51 (в/ч 44083)                        | успешный                                   | Промах составил: недолёт — 50 м, вправо — 780 м. Изготовитель ракеты — завод «Прогресс». Задачи: Отработка технологического графика подготовки и пуска из готовности № 1 (15-минутная). |
| 31                                         | 14 февраля 1963 15:02:15                   | 8К75 №Т15001-10                            | ПУ № 12 Пл. № 75 (СП «Десна-Н») Байконур   | Кура                                       | ОИИЧ-51 (в/ч 44083)                        | аварийный                                  | Изготовитель ракеты — завод «Прогресс», первая серийная партия 1962 года. Ракета поднялась на 190 м, упала на стартовый стол и сгорела. Вероятная причина: срабатывание пироклапана из-за замыкания контактов в штекерах Ш131, Ш331 из-за попадания постороннего металлического предмета. Задачи: Отработка технологического графика подготовки и пуска из готовности № 1 (15-минутная). |
| 32                                         | 22 февраля 1963 13:03:12,6                 | 8К75 №Т15002-04                            | ПУ № 14 Пл. № 75 (СП «Долина») Байконур    | Кура                                       | ОИИЧ-51 (в/ч 44083)                        | успешный                                   | Промах составил: перелёт — 160 м, влево — 580 м. Изготовитель ракеты — завод «Прогресс», вторая серийная партия 1962 года. Задачи: Отработка технологического графика подготовки и пуска из готовности № 1 (15-минутная). |
| 33                                         | 11 марта 1963 14:02:22                     | 8К75 №Е15001-34                            | ПУ № 14 Пл. № 75 (СП «Долина») Байконур    | Кура                                       | ОИИЧ-51 (в/ч 44083)                        | аварийный                                  | Изготовитель ракеты — завод «Прогресс». Пуск из готовности № 1 (15-минутная). Негерметичность в магистрали горючего двигателя 8Д715 2-й ступени на 107,25 секунде полёта, что привело к снижению давления в камере сгорания на 50 %. 2-я ступень и головная часть упали в 781 км от СП.                                                                                                  |
| 34                                         | 14 марта 1963 14:01:08                     | 8К75 №Е15002-35                            | ПУ № 14 Пл. № 75 (СП «Долина») Байконур    | Кура                                       | ОИИЧ-51 (в/ч 44083)                        | успешный                                   | Промах составил: перелёт — 120 м, вправо — 460 м. Изготовитель ракеты — завод «Прогресс». Пуск из готовности № 1 (15-минутная). |
| 35                                         | 20 мая 1963 17:07:38                       | 8К75 №Т-10344                              | ПУ № 14 Пл. № 75 (СП «Долина») Байконур    | Кура                                       | ОИИЧ-51 (в/ч 44083)                        | успешный                                   | Промах составил: перелёт — 940 м, влево — 410 м. Изготовитель ракеты — завод № 88. Пуск из готовности № 3. |
| 36                                         | 13 июня 1963 21:01                         | 8К75 №Т15001-05                            | ПУ № ? Пл. № 75 Байконур                   | Кура                                       | ОИИЧ-51 (в/ч 44083)                        | аварийный                                  | Изготовитель ракеты — завод «Прогресс», первая серийная партия 1963 года. Разрушение ракеты из-за превышения расчётных нагрузок, в результате отказа автомата стабилизации на 48-й секунде полёта. Ракета упала в 12 км от СП. |
| 37                                         | 24 июля 1963 6:00:30                       | 8К75 №Т15001-06                            | ПУ № ? Пл. № 75 Байконур                   | Кура                                       | ОИИЧ-51 (в/ч 44083)                        | аварийный                                  | Изготовитель ракеты — завод «Прогресс», первая серийная партия 1962 года. Потеря устойчивости по каналу рыскания из-за отказа автомата стабилизации на 52-й секунде полёта, в результате — выдача команды на автоподрыв ГЧ. Ракета упала в 65 км от СП. |
| 38                                         | 12 сентября 1963 12:36:54                  | 8К75 №Т15002-03                            | ПУ № 14 Пл. № 75 (СП «Долина») Байконур    | Кура                                       | ОИИЧ-51 (в/ч 44083)                        | успешный                                   | Промах составил: недолёт — 0,02 км, влево — 1,31 км. Пуск из готовности № 1 по 12-минутному графику. |
| 39                                         | 17 сентября 1963 9:00:34                   | 8К75 №Т15002-07                            | ПУ № 14 Пл. № 75 (СП «Долина») Байконур    | Кура                                       | ОИИЧ-51 (в/ч 44083)                        | успешный                                   | Промах составил: перелёт — 740 м, вправо — 80 м. Пуск из готовности № 1 по 12-минутному графику. |
| 40                                         | 27 сентября 1963 7:02                      | 8К75 №?                                    | ШПУ № 11 Пл. № 70 (СП «Десна-В») Байконур  | Кура                                       | ОИИЧ-51 (в/ч 44083)                        | успешный                                   | Промах составил: перелёт — 630 м, вправо — 190 м. Пуск из готовности № 1 по 20-минутному графику. Задачи: получение информации о работе СУ, проверка ШПУ, специальных технологических систем и агрегатов. |
| 41                                         | 18 октября 1963 5:00:52                    | 8К75 №?                                    | ШПУ № 11 Пл. № 70 (СП «Десна-В») Байконур  | Кура                                       | ОИИЧ-51 (в/ч 44083)                        | аварийный                                  | Пуск из готовности № 1 по 20-минутному графику. Выход ДУ на пониженный режим, из-за негерметичности магистрали высокого давления горючего. Поломка коромысла клапана слива. Потеря ракетой устойчивости по каналам вращения и рыскания на 21-й секунде полёта. Ракета упала в 740 км от СП.                                                                                              |

### Изготовление

Эскиз Р-9А

Серийное изготовление Р-9А было налажено в Куйбышеве на заводе «Прогресс».
Всего было изготовлено около 70 серийных ракет.

### Развёртывание
| Развитие группировки Р-9А. Количество ПУ на боевом дежурстве | Развитие группировки Р-9А. Количество ПУ на боевом дежурстве | Развитие группировки Р-9А. Количество ПУ на боевом дежурстве | Развитие группировки Р-9А. Количество ПУ на боевом дежурстве | Развитие группировки Р-9А. Количество ПУ на боевом дежурстве | Развитие группировки Р-9А. Количество ПУ на боевом дежурстве | Развитие группировки Р-9А. Количество ПУ на боевом дежурстве | Развитие группировки Р-9А. Количество ПУ на боевом дежурстве | Развитие группировки Р-9А. Количество ПУ на боевом дежурстве | Развитие группировки Р-9А. Количество ПУ на боевом дежурстве | Развитие группировки Р-9А. Количество ПУ на боевом дежурстве | Развитие группировки Р-9А. Количество ПУ на боевом дежурстве | Развитие группировки Р-9А. Количество ПУ на боевом дежурстве | Развитие группировки Р-9А. Количество ПУ на боевом дежурстве | Развитие группировки Р-9А. Количество ПУ на боевом дежурстве | Развитие группировки Р-9А. Количество ПУ на боевом дежурстве |
|                                                              | 1962                                                         | 1963                                                         | 1964                                                         | 1965                                                         | 1966                                                         | 1967                                                         | 1968                                                         | 1969                                                         | 1970                                                         | 1971                                                         | 1972                                                         | 1973                                                         | 1974                                                         | 1975                                                         | 1976                                                         |
| ------------------------------------------------------------ | ------------------------------------------------------------ | ------------------------------------------------------------ | ------------------------------------------------------------ | ------------------------------------------------------------ | ------------------------------------------------------------ | ------------------------------------------------------------ | ------------------------------------------------------------ | ------------------------------------------------------------ | ------------------------------------------------------------ | ------------------------------------------------------------ | ------------------------------------------------------------ | ------------------------------------------------------------ | ------------------------------------------------------------ | ------------------------------------------------------------ | ------------------------------------------------------------ |
| Р-9А                                                         | —                                                            | 2                                                            | 11                                                           | 26                                                           | 29                                                           | 29                                                           | 26                                                           | 26                                                           | 26                                                           | 21                                                           | 21                                                           | 21                                                           | 21                                                           | 19                                                           | —                                                            |
| Всего МБР                                                    | 56                                                           | 122                                                          | 189                                                          | 234                                                          | 469                                                          | 769                                                          | 1010                                                         | 1220                                                         | 1421                                                         | 1490                                                         | 1526                                                         | 1538                                                         | 1582                                                         | 1572                                                         | 1485                                                         |
| % от РКСН                                                    | 0                                                            | 0,26                                                         | 1,33                                                         | 2,80                                                         | 2,53                                                         | 2,01                                                         | 1,56                                                         | 1,41                                                         | 1,29                                                         | 1,02                                                         | 1,003                                                        | 0,998                                                        | 0,977                                                        | 0,89                                                         | 0                                                            |

## Эксплуатанты
Строительство в ракетных войсках боевых стартовых позиций (БСП) для Р-9А шло параллельно с лётно-конструкторскими испытаниями ракетного комплекса, которые были завершены только 2 февраля 1964 года, а на боевое дежурство первые ракетные полки с шахтными и наземными пусковыми установками и ракетой 8К75 встали раньше, чем ракетный комплекс был принят на вооружение. В середине декабря 1964 года на боевое дежурство были поставлены по два ракетных полка с наземными стартами «Долина» в Козельске и Плесецке, а в конце месяца — первый ракетный полк с ШПУ «Десна-В» в Козельске.

### Плесецк
Строительство стартовых и технических сооружений комплекса на 53 НИИП началось на площадках № 32 «Большое Усово» и № 31 «Малое Усово» в декабре 1961 года строительно-монтажной частью в/ч 01954 (командир — Н. Г. Саламатников, главный инженер Г. А. Максимович). Одновременно началось обучение личного состава 329-го ракетного полка (в составе двух дивизионов, командир полка — П. Д. Гольцов) на этот комплекс на полигоне «Байконур». Обучение завершилось в марте 1963 года, а в начале лета 1962 года полк прибыл на место постоянной дислокации в Плесецк.
В феврале 1963 года начался монтаж оборудования специальных технических и технологических систем, а в сентябре 1963 года начались автономные испытания технологических систем.
Государственная комиссия по приёмке в эксплуатацию ракетного комплекса была назначена приказом Министра обороны СССР от 30 октября 1963 года. Председателем Госкомиссии стал начальник штаба ЛенВО генерал-лейтенант А. М. Паршиков. Со 2 по 18 ноября того же года на площадке «Большое Усово» проводились комплексные испытания технологических систем под руководством межведомственной комиссии (МВК) назначенной приказом Главкома РВСН от 31 октября 1963 года. 8 декабря был подписан акт МВК, а спустя три дня, 11 декабря 1963 года, — акт Госкомиссии по приёмке РК в постоянную эксплуатацию в составе ПУ № 14 и № 15. На площадке «Малое Усово» комплексные испытания были проведены с 23 ноября по 2 декабря, акт МВК подписан 11 декабря, а на следующий день акт Госкомиссии о приёмке РК в составе ПУ № 12 и № 13.
15 декабря 1964 года боевые расчёты трёх пусковых установок — ПУ № 14 и № 15 329-го ракетного полка и ПУ № 12 63-го ракетного полка (создан из 2-го дивизиона 329 рп в марте 1964 года) — заступили на боевое дежурство в соответствии с Приказом Главкома РВСН от 8 декабря 1964 года. Оставшаяся пусковая установка № 13 заступила на боевое дежурство 10 февраля 1965 года.

### Байконур

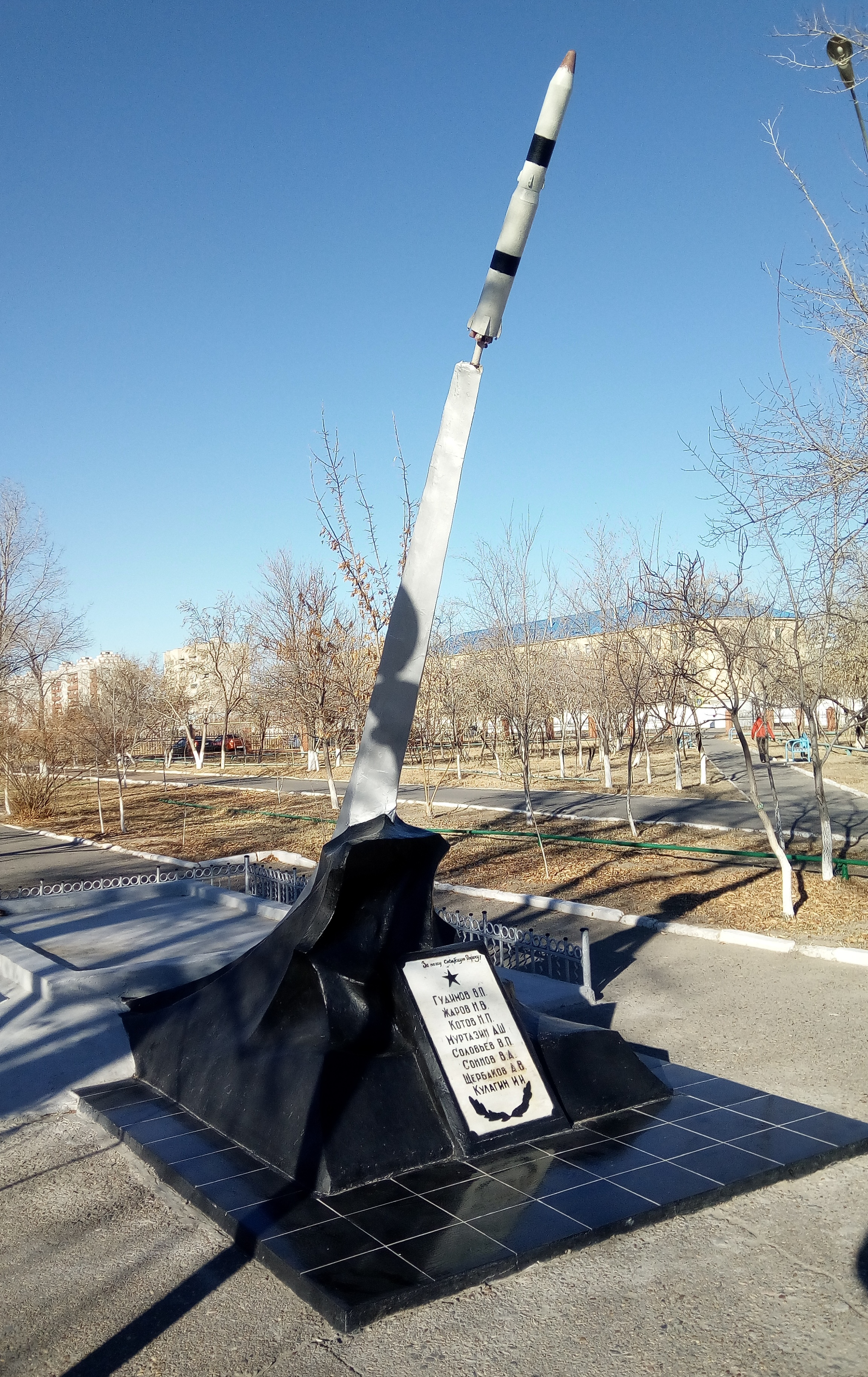
Памятник на братской могиле ракетчиков, погибших при взрыве ракеты Р-9А на Байконуре 24 октября 1963 года (г. Байконур)

10 апреля 1961 года на 5-й НИИП (Байконур) был передислоцирован из Йошкар-Олы 676-й ракетный полк 201-й ракетной бригады, получивший наименование 51-я отдельная инженерно-испытательная часть (51-я ОИИЧ). Основной задачей нового подразделения стало проведение испытаний ракеты Р-9А. С 31 мая 1962 года 51-я ОИИЧ вошла в состав 1-го испытательного управления полигона.
Строительство наземных и шахтных стартовых позиций велось в 1961—1963 годах.
По некоторым данным, на боевое дежурство 51-я ОИИЧ встала по завершении лётных испытаний ракеты в 1965 году:
- с двумя наземными стартами «Десна-Н» и одним стартом типа «Долина» (площадка 75) — 45°57′51″ с. ш. 63°12′08″ в. д.HGЯO
- групповой шахтной позиции «Десна-В» с 3 ШПУ (площадка 70) — 46°01′58″ с. ш. 63°05′47″ в. д.HGЯO

#### Катастрофа
24 октября 1963 года из-за возникновения искры в загазованной атмосфере вспыхнул пожар в шахте (площадка 70), погибло 8 человек. Пары керосина и кислород образовались в результате заправки учебной ракеты топливом накануне, 23 октября. Поскольку это произошло ровно через три года после катастрофы c ракетой Р-16, 24 октября стал считаться «чёрным» днём в космонавтике; пуски ракет в этот день решено было больше не производить. 24 октября принято вспоминать не только жертв неделинской катастрофы, но и всех, кто погиб при освоении космоса.
С боевого дежурства часть снята в 1971 году.

### 28-я гвардейская ракетная дивизия, Козельск
30 марта 1964 года в 28-й гв.рд (Козельск) были сформированы два ракетных полка (в/ч 12417 и 07390), которые начали подготовку к заступлению на боевое дежурство с ракетой Р-9А.
14 декабря 1964 года на боевое дежурство заступили два первых ракетных полка с наземными стартами (по другим данным — один полк), а 26 декабря (по другим данным — 23 декабря) на боевое дежурство встал ракетный полк с ШПУ.
Всего с 1961 по 1964 год в 28-й дивизии были поставлены на боевое дежурство 15 пусковых установок ракетного комплекса Р-9А (8К75) двух типов: наземный (площадки 11, 12, 21) и шахтный (площадки 22, 31). По состоянию на июнь 1970 года, когда дивизия была включена в состав формирующейся 27-й ракетной армии, на боевом дежурстве находилось 3 наземных и 2 шахтных БСП — всего 12 пусковых установок.
Стартовые позиции Р-9А дивизии:
- 289-й рп (в/ч 12417) — ШПУ «Десна-В» 53°40′55″ с. ш. 35°38′45″ в. д.HGЯO, БСП-22;
  - 119-й рп (в/ч 07390) — 2 наземных ПУ 53°48′35″ с. ш. 35°46′57″ в. д.HGЯO, БСП-11 на боевом дежурстве с 1965 по 1969 год. С 1969 по 1975 БСП в составе 289 рп, а 119 рп перевооружен на УР-100;
  - ?-й рп (в/ч 34060) — 53°54′23″ с. ш. 35°45′04″ в. д.HGЯO, БСП-12, на боевом дежурстве с 14 декабря 1964 по 1969 год. С 1969 по 1976 БСП в составе 289 рп, а в/ч 34060 перевооружена на УР-100 (1971);
- 656-й рп (в/ч 54291) — ШПУ «Десна-В» 53°51′00″ с. ш. 35°41′19″ в. д.HGЯO, БСП-31, на боевом дежурстве с 23 декабря 1964 по 1976 год;
  - ?-й рп (в/ч 44070) — 2 наземных ПУ 53°48′35″ с. ш. 35°46′56″ в. д.HGЯO, БСП-21, на боевом дежурстве с 26 декабря 1964 по 1969 год. С 1969 по 1976 БСП в составе 656 рп, а в/ч 44070 перевооружена на УР-100 (1971).

23 декабря 1965 года боевой расчёт ракетного полка (в/ч 54291) успешно провёл учебно-боевой пуск штатной ракеты Р-9А (8К75) на полигоне Байконур.
В связи с событиями в Чехословакии с 20 августа 1968 года 28-я гв.рд была переведена в «повышенную» степень боевой готовности, при этом к ракетам Р-9А наземных ПУ были пристыкованы боевые головные части, а на командных пунктах организовано круглосуточное дежурство усиленными дежурными сменами. «Повышенная» готовность была отменена с 1 сентября 1968 года.
С 1966 года в дивизии велось строительство ШПУ типа «ОС» комплекса с ракетой УР-100, постепенно заменившей Р-9А. В 1976 году расформированы два последних ракетных полка, вооруженных ракетами Р-9А (8К75).

### 93-я ракетная бригада, Тюмень
Сформирована как 10-я ракетная бригада в августе 1964 года на базе преобразованных в ракетные полки в марте 1964 года двух дивизионов 390-го ракетного полка, оставшегося в Тюмени после передислокации в Алейск 41-й гвардейской ракетной дивизии. В январе 1969 года 10 рбр была преобразована в 93-ю ракетную бригаду. Управление бригадой дислоцировалось в пгт Богандинский Тюменской области. Строительство стартовых позиций Р-9А в позиционном районе бригады было развёрнуто летом 1962 года, в ноябре—декабре 1963 года было поставлено оборудование; к 1964 году, когда строительство и оборудование БСП двух полков было практически завершено, в бригаду поступили боевые ракеты. На боевое дежурство полки бригады заступили к концу 1964 года. В 1967—1968 годах со стартовых позиций 93-й рбр было проведено два учебно-боевых пуска. Первый из них проведён 27 июня 1967 года. Пункты дислокации ракетных полков бригады:
- 390 рп, БСП-12 — стартовая позиция «Долина» с двумя наземными стартами 56°51′37″ с. ш. 65°33′57″ в. д.HGЯO
- 39 рп, БСП-13 — стартовая позиция «Долина» с двумя наземными стартами 56°50′44″ с. ш. 65°27′33″ в. д.HGЯO
- Третья стартовая позиция достроена не была.
- Техническая ракетная база бригады — 56°52′30″ с. ш. 65°51′27″ в. д.HGЯO

Бригада была снята с боевого дежурства и расформирована в 1976 году.

### 290-й отдельный ракетный полк, Омск
Сформирован в июне 1960 года в составе 213-й ракетной бригады 7-го отдельного гвардейского ракетного корпуса. В мае 1961 года 213 рбр была преобразована в 49-ю гвардейскую ракетную дивизию. Первоначальные планы по развёртыванию четырёх ракетных полков вооружённых МБР Р-9А (три в Омске и один в Татарске) выполнены не были. Из-за проблем при строительстве шахт групповых стартовых позиций типа «Десна-В», связанных с плохим дренажем и высоким уровнем грунтовых вод, с большой задержкой по времени, была завершена только БСП-11 290 рп. В октябре 1962 года 49 гв. рд была передана в Лиду в состав 50-й ракетной армии (Смоленск), а входившие в неё ракетные полки переданы в состав НИИП-5 (Байконур), 3-го учебно-артиллерийского полигона (Плесецк), 29-й гвардейской ракетной дивизии (Шяуляй). Оставшийся в Омске 290 рп был переименован в 290-й отдельный ракетный полк и вошёл напрямую в состав 7 орк. Дислоцировался полк в посёлке Степной возле Омска (сейчас микрорайон Омска). На боевое дежурство с одним дивизионом заступил в 1965 году с тремя ШПУ; три ШПУ 2-го дивизиона не были достроены, а ещё по трём шахтам (3-й дивизион) работы были остановлены на этапе рекогносцировки и изысканий.
В июле 1965 года, в присутствии Главкома РВСН Н. И. Крылова с БСП 290-го полка, был успешно проведён первый в РВСН учебно-боевой пуск Р-9А по полигону Кура. Всего в 1965—1967 годах с боевых позиций 290-го орп проведено 3 учебно-боевых пуска. Также пуски с БСП ракетного полка были успешно проведены в 1969 году.
Расположение объектов ракетного полка:
- БСП-11 — групповая стартовая позиция 8П775 «Десна-В» с тремя ШПУ 55°09′38″ с. ш. 73°38′08″ в. д.HGЯO
- Недостроенная БСП-12 — групповая стартовая позиция «Десна-В» с тремя ШПУ 55°11′51″ с. ш. 73°33′30″ в. д.HGЯO
- Техническая ракетная база бригады — 55°03′58″ с. ш. 73°31′18″ в. д.HGЯO

Полк снят с боевого дежурства и расформирован в 1976 году.

## Сравнительная характеристика
| Общие сведения и основные тактико-технические характеристики советских баллистических ракет первого поколения                                                                                    | Общие сведения и основные тактико-технические характеристики советских баллистических ракет первого поколения | Общие сведения и основные тактико-технические характеристики советских баллистических ракет первого поколения | Общие сведения и основные тактико-технические характеристики советских баллистических ракет первого поколения | Общие сведения и основные тактико-технические характеристики советских баллистических ракет первого поколения | Общие сведения и основные тактико-технические характеристики советских баллистических ракет первого поколения | Общие сведения и основные тактико-технические характеристики советских баллистических ракет первого поколения | Общие сведения и основные тактико-технические характеристики советских баллистических ракет первого поколения | Общие сведения и основные тактико-технические характеристики советских баллистических ракет первого поколения | Общие сведения и основные тактико-технические характеристики советских баллистических ракет первого поколения |
| Наименование ракеты | Р-1 | Р-2 | Р-5М | Р-11М | Р-7А | Р-9А | Р-12 и Р-12У                                                                                                  | Р-14 и Р-14У                                                                                                  | Р-16У |
| Конструкторское бюро | ОКБ-1 | ОКБ-1 | ОКБ-1 | ОКБ-1 | ОКБ-1 | ОКБ-1 | КБ «Южное» | КБ «Южное» | КБ «Южное» |
| --- | --- | --- | --- | --- | --- | --- | --- | --- | --- |
| Генеральный конструктор | С. П. Королёв                                                                                                 | С. П. Королёв                                                                                                 | С. П. Королёв                                                                                                 | С. П. Королёв, М. К. Янгель                                                                                   | С. П. Королёв                                                                                                 | С. П. Королёв                                                                                                 | М. К. Янгель                                                                                                  | М. К. Янгель                                                                                                  | М. К. Янгель                                                                                                  |
| Организация-разработчик ЯБП и главный конструктор | | | КБ-11, Ю. Б. Харитон                                                                                          | КБ-11, Ю. Б. Харитон                                                                                          | КБ-11, С. Г. Кочарянц                                                                                         | КБ-11, С. Г. Кочарянц                                                                                         | КБ-11, С. Г. Кочарянц                                                                                         | КБ-11, С. Г. Кочарянц                                                                                         | КБ-11, С. Г. Кочарянц                                                                                         |
| Организация-разработчик заряда и главный конструктор | | | КБ-11, Ю. Б. Харитон                                                                                          | КБ-11, Ю. Б. Харитон                                                                                          | КБ-11, Е. А. Негин                                                                                            | КБ-11, Е. А. Негин                                                                                            | КБ-11, Е. А. Негин                                                                                            | КБ-11, Е. А. Негин                                                                                            | КБ-11, Е. А. Негин                                                                                            |
| Начало разработки | 10.03.1947 | 14.04.1948 | 10.04.1954 | 13.02.1953 | 02.07.1958 | 13.05.1959 | 13.08.1955 | 02.07.1958 | 30.05.1960 |
| Начало испытаний | 10.10.1948 | 25.09.1949 | 20.01.1955 | 30.12.1955 | 24.12.1959 | 09.04.1961 | 22.06.1957 | 06.06.1960 | 10.10.1961 |
| Дата принятия на вооружение | 28.11.1950 | 27.11.1951 | 21.06.1956 | 1.04.1958 | 12.09.1960 | 21.07.1965 | 04.03.1959–09.01.1964                                                                                         | 24.04.1961–09.01.1964                                                                                         | 15.07.1963 |
| Год постановки на боевое дежурство первого комплекса | не ставились                                                                                                  | не ставились                                                                                                  | 10.05.1956 | переданы в СВ в 1958                                                                                          | 01.01.1960 | 14.12.1964 | 15.05.1960 | 01.01.1962 | 05.02.1963 |
| Максимальное количество ракет, стоявших на вооружении | | | 36 | | 6 | 29 | 572 | 101 | 202 |
| Год снятия с боевого дежурства последнего комплекса | | | 1966 | | 1968 | 1976 | 1989 | 1983 | 1977 |
| Максимальная дальность, км | 270 | 600 | 1200 | 170 | 9000-9500 — тяжёлый блок; 12000-14000, 17000 — лёгкий блок                                                    | 12500-16000                                                                                                   | 2080 | 4500 | 11000–13000                                                                                                   |
| Стартовая масса, т | 13,4 | 20,4 | 29,1 | 5,4 | 276 | 80,4 | 47,1 | 86,3 | 146,6 |
| Масса полезной нагрузки, кг | 1000 | 1500 | 1350 | 600 | 3700 | 1650–2095 | 1630 | 2100 | 1475–2175 |
| Длина ракеты, м | 14,6 | 17,7 | 20,75 | 10,5 | 31,4 | 24,3 | 22,1 | 24,4 | 34,3 |
| Максимальный диаметр, м | 1,65 | 1,65 | 1,65 | 0,88 | 11,2 | 2,68 | 1,65 | 2,4 | 3,0 |
| Тип головной части | неядерная, неотделяемая                                                                                       | моноблочная, неядерная, отделяемая                                                                            | моноблочная, ядерная                                                                                          | моноблочная, ядерная                                                                                          | моноблочная, ядерная                                                                                          | моноблочная, ядерная                                                                                          | моноблочная, ядерная                                                                                          | моноблочная, ядерная                                                                                          | моноблочная, ядерная                                                                                          |
| Количество и мощность боевых блоков, Мт | | | 1×0,3 | | 1×5 | 1×5 | 1×2,3 | 1×2,3 | 1×5 |
| Стоимость серийного выстрела, тыс. руб. | | | | | | | 3040 | 5140 | |
| Источник информации: Оружие ракетно-ядерного удара. / Под ред. Ю. А. Яшина. — М.: Издательство МГТУ имени Н. Э. Баумана, 2009. — С. 23–24 — 492 с. — Тираж 1 тыс. экз. — ISBN 978-5-7038-3250-9. | | | | | | | | | |

## Сохранившиеся экземпляры
- Ракета Р-9А находится около входа в Центральный музей Вооружённых Сил в Москве.
- Ракета 8К75 представлена в филиале Центрального музея РВСН в Учебном центре Военной академии РВСН им. Петра Великого в Балабанове Калужской области[18].